# Antonio Saldías
Antonio Róbinson Saldías González, también conocido por su seudónimo Don Antonio de Petrel (nacido el 6 de mayo de 1951) es un investigador y escritor chileno. Estudió filosofía en la Universidad de Concepción.

## Biografía
Nació en Estación Central, Santiago de Chile, el 6 de mayo de 1951, hijo de Washington Saldías Fuentealba, alcalde de Pichilemu entre 1971 y 1973, y Leonila González Becerra.
Realizó sus estudios primarios en la Escuela de Digna Camilo y en el Liceo Cardenal Caro, de Pichilemu; los secundarios en el Liceo Miguel Luis Amunátegui de Santiago. Cursó educación superior en el Instituto de Filosofía de la Universidad de Concepción.
Contrajo matrimonio en San Clemente el 12 de abril de 1983, con Cecilia Castro Sepúlveda.

## Labor literaria

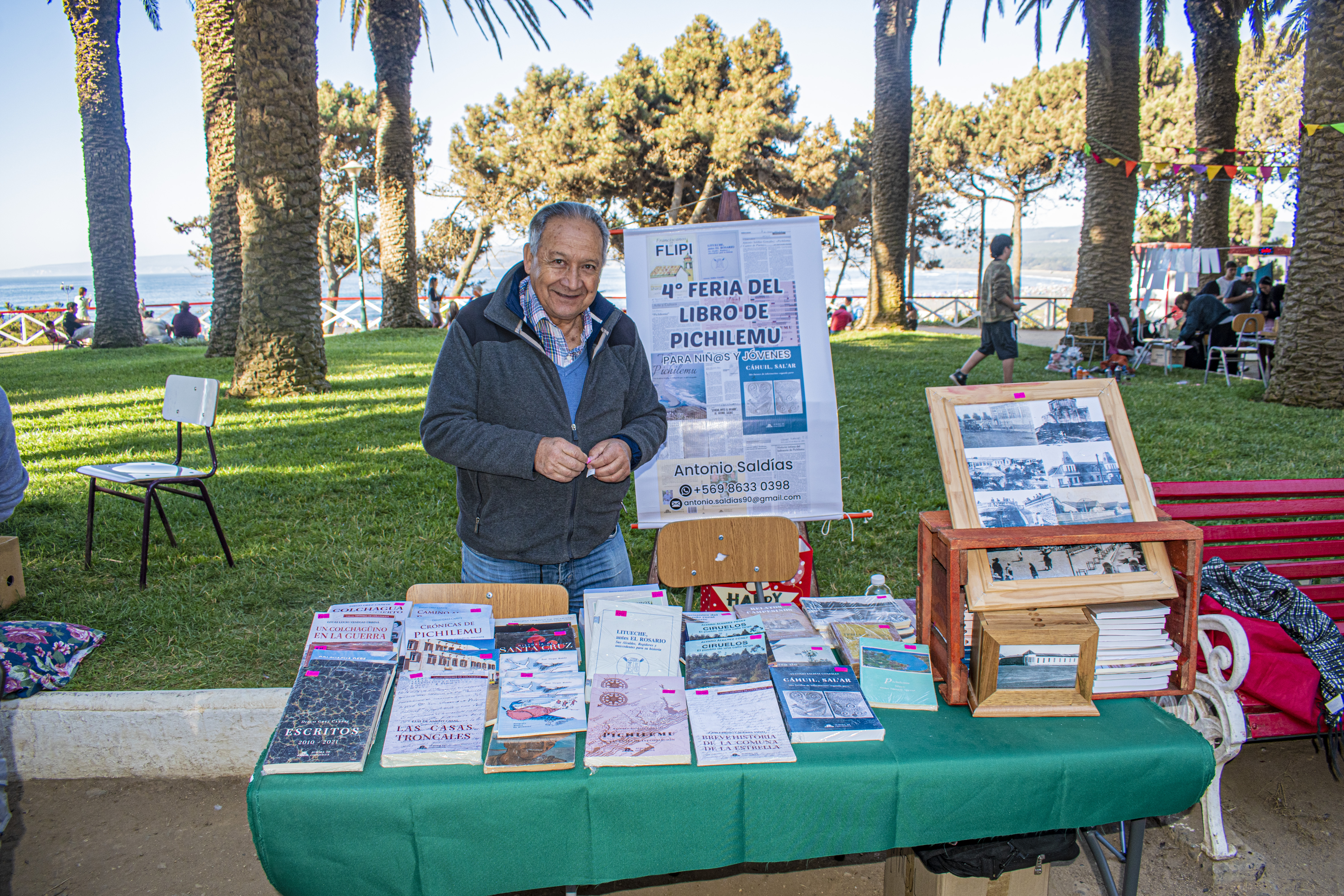
Saldías en la cuarta Feria del Libro de Pichilemu en 2023.

Entre 1986 y 1990 publicó artículos históricos sobre Pichilemu y la provincia Cardenal Caro en el periódico Pichilemu, bajo el seudónimo Don Antonio de Petrel, inspirado por el nombre de la hacienda San Antonio de Petrel de esa comuna.
En 1990, con el auspicio de la Municipalidad de Pichilemu, Saldías publicó su primer libro, titulado "Pichilemu: mis fuentes de información", que contiene documentos y artículos sobre la comuna escritos, entre otros, por Claudio Gay, Rodulfo Philippi, Francisco Vidal Gormaz y José Toribio Medina. El académico César Caviedes escribió sobre el libro en el Manual de Estudios latinoamericanos de la Biblioteca del Congreso de Estados Unidos, señalando que "un sitio bastante insignificante en la costa de Chile central es "embellecido" en la prosa de este escritor local". El periódico Fortín Mapocho describió al libro como una "obra de elevado interés histórico regional". El autor señaló que "la obra está destinada a rectificar numerosos errores que, por ser repetitivos, se han dado por reales, relacionados tanto respecto de Pichilemu como de toda el área costera de la zona".
Tres años más tarde, publicó "Litueche, antes El Rosario"; en 1996, publicó la antología "Pichilemu, Canto de Puetas", con poesía popular de los pichileminos Antonio Álvarez Gaete, Gerardo Caroca Tobar, Raimundo León Morales, Miguel Becerra Pavez, Pedro Reyes González, Hugo González Urzúa y el mismo Saldías; y Franciscanos en Litueche en diciembre de 2004.
Saldías es un colaborador de El Marino.